# Sangha (rzeka)
Sangha – rzeka w środkowej Afryce, dopływ rzeki Kongo. Płynie przez Kamerun, Republikę Środkowoafrykańską i Kongo.

## Bieg rzeki
Sangha powstaje w południowo-zachodniej Republice Środkowoafrykańskiej z połączenia rzek Mambéré i Kadéï w pobliżu miejscowości Nola. Stamtąd rzeka płynie na południe, a następnie wzdłuż granicy kameruńsko-środkowoafrykańskiej i kameruńsko-kongijskiej. W dolnym biegu Sangha tworzy bagniste rozlewiska i dzieli się na liczne odnogi. W pobliżu Mossaki uchodzi do rzeki Kongo.

## Hydrometria
Średni miesięczny przepływ Sangha mierzony w stacji hydrologicznej Ouésso, około 400 km powyżej ujścia do rzeki Kongo w m³/s (1947 - 1983).

## Obszary chronione w dorzeczu rzeki Sangha
Obszary dorzecza rzeki Sangha, leżące na styku trzech państw - Kamerunu, Republiki Środkowoafrykańskiej i Kongo - są niemal nienaruszone przez człowieka. Utworzono tu szereg rezerwatów przyrody, obejmujących dziewicze ekosystemy wilgotnych lasów równikowych o bogatej florze i faunie (m.in. rezerwat Dzanga-Sangha w Republice Środkowoafrykańskiej). Obszary te zamieszkane są przez liczne zagrożone gatunki zwierząt, takie jak słoń leśny, czy goryl nizinny. Występują tu także krokodyle nilowe i goliaty tygrysie.
W 2012 roku obszar ten wpisano na listę światowego dziedzictwa UNESCO.